# Poul Nyboe Andersen
Poul Frode Nyboe Andersen, född 23 november 1913 i Ladelund utanför Ribe, död 5 november 2004 i Slagelse, var en dansk ekonomiprofessor, lärare och politiker (Venstre).
Poul Nyboe Andersen har inte tagits för en traditionell politiker, utan ansågs ha en vilja att sätta samhällsnytta och problemlösning före lojaliteten till partiet. Han åtnjöt stor respekt bland både politiska vänner och politiska motståndare och var mycket populär bland väljarna.

## Uppväxt och akademisk karriär
Poul Nyboe Andersen var son till gårdsägaren och jordbrukaren Anders Andersen och Kristine Nyboe. Han tog studentexamen från Aarhus Katedralskole 1932 och blev cand.pol. från Köpenhamns universitet 1939. Från den senare examinerades han med det högsta genomsnittet som uppnåtts både före och under den tiden som 1929 års studiesystem gällde. Direkt efter sin examen blev han anställd som ekonomisk journalist på Kristeligt Dagblad och arbetade där fram till 1941. När han började som journalist var det på rekommendation av sin företrädare, ekonomen K.B. Andersen (Socialdemokratiet), som sade att hans största tjänst för tidningen var just att rekommendera Nyboe Andersen som sin efterträdare. Därefter blev han handledare vid Köpenhamns universitet och lektor vid Handelshøjskolen fram till 1943, då han blev undervisningsassistent på institutet för historia och samhällsekonomi vid Aarhus universitet. Därefter blev han doktor i ekonomi 1946 och docent vid Handelshøjskolen från 1948. 
Han var medlem av flera utskott och kommissioner, däribland Trustkommissionen 1949–1959, som hade till uppgift att undersöka konkurrensförhållandena bland sex utvalda branscher inom det danska näringslivet. Andra utskott och kommissioner som han var medlem i var: utskottet för lönereglering 1951–1952, samordningsutskottet (som ordförande) 1956, aktielagskommissionen 1957–1964, landsbygdskommissionen 1960–1962, realkreditkommissionen 1967–1968, styrelserådet för Den kgl. grønlandske Handel 1963–1968 och styrelsemedlem i Danmarks Statistik 1966–1968.
Tillsammans med socialdemokraten och kyrkohistorikern Hal Koch grundade Nyboe Andersen Krogerup Højskole, och arbetade som lärare där 1946–1961. Han kom därmed att tilldelas ordförandeskapet för det av Undervisningsministeriet tillsatta utskottet för frågor rörande folkhögskolorna 1954–1960. Åren 1950–1971 var han professor vid Handelshøjskolen i Köpenhamn (tjänstledig 1962–1966 och 1968–1971), samtidigt som han var medlem i representationen och sedermera ordförande för såväl Fællesforeningen for Danmarks Brugsforeninger (FDB) 1953–1966, Styrelsen for Teknisk Samarbejde med Ulandene 1962–1966 och FN:s kommitté för tekniskt bistånd från 1963. I FDB var han den drivande kraften bakom moderniseringen av den kooperativa rörelsen. Utöver sina många förtroendeposter var Poul Nyboe Andersen en aktiv föredragshållare och skribent vid olika tidningar. Han var nära vän med partikamraten, ekonomiprofessorn och den tidigare finansministern Thorkil Kristensen och stod på dennes sida när han råkade i konflikt med partiledaren Erik Eriksen vid decennieskiftet 1959–1960. Tillsammans med flera företrädare för det danska folkhögskoleväsendet skrev Nyboe Andersen under en protest mot Venstres partiledning för deras behandling av Kristensen.
Poul Nyboe Andersen gifte sig 1938 med lärarinnan Edith Ditte Valborg Asmand Raben. Tillsammans fick de dottern Bodil Nyboe Andersen, som sedan kom att bli Danmarks första kvinnliga nationalbanksdirektör.

## Minister i två regeringar

### Regeringen Hilmar Baunsgaard
Vid folketingsvalet 1968 hade de tre partierna Venstre, Radikale Venstre och Det Konservative Folkeparti enats om att samarbeta och bilda en koalitionsregering. Poul Nyboe Andersen var en av fyra ministrar som inte varit medlemmar av Folketinget vid ministerutnämningen, men fick genast ett positivt mottagande i medierna. Det fanns även förväntningar på att han skulle bli "en ny Thorkil Kristensen", dvs. att han med sin kunskap och folklighet skulle komma att uppnå en liknande position som sin föregångare. Då det stod klart att Poul Nyboe Andersen skulle erbjudas att bli den s.k. VKR-regeringens ekonomiminister ställde han två krav: att Marknadssekretariatet, som då hörde till Utrikesministeriet, skulle överföras till Ekonomiministeriet. Det skulle innebära att Nyboe Andersen blev ansvarig också för den internationella marknadspolitiken. Det andra kravet var att Lönedepartementet, som var en mindre del av ekonomiministeriet, flyttades till ett annat ministerium eftersom han inte ville ha hand om de tjänstemannaproblemen som skulle uppstå vid en kommande ändring av lagstiftningen på området.
Nyboe Andersen ingick i det ministeriella skatteutskott, som för övrigt också bestod av finansministern (ordförande), statsministern, arbetsministern, jordbruksministern och bostadsministern, som förberedde besparingar inom den offentliga sektorn.
I juni 1969 tillsatte Nyboe Andersen en ämbetsmannakommitté, med departementschefen Kurt Hansen som ordförande, som hade till uppdrag att undersöka hur man kunde åstadkomma en bättre balans på obligationsmarknaden. Kommittén slutförde sin uppgift i november samma år och framhävde två problem: 1. Besparingarna var inte takt med efterfrågan på investeringar under den ekonomiska uppgången under 1960-talet. 2. Lagar och sedvanor som reglerade omfattningen som kunde uppnås vid finansiering med realkredit var inte anpassade efter starka ändringar i ekonomin eller ihållande prisstegringar. Samtidigt arbetade han, tillsammans med finans- och ekonomiministrar från övriga Norden, på att utvidga det ekonomiska samarbetet inom Norden genom Nordek. Det blev dock ingen verklighet av detta samarbete då Finlands och Danmarks intressen skilde sig alltför mycket från de övriga ländernas dito.
År 1970 höll Internationella valutafonden och Världsbanken sitt årsmöte i Köpenhamn. Den konservative finansministern Poul Møller blev därmed värd för de många delegaterna från utlandet. Poul Nyboe Andersen var en del av den danska delegationen. Nyboe Andersens deltagande berodde på att han och hans ministerium hade tilldelats det politiska ansvaret för förbindelserna med den internationella valutafonden 1971. Vid denna tid hade det uppstått en allvarlig kris kring valutasystemet på grund av de justerbara valutakurser som etablerades 1945 (Bretton Woodssystemet) och kulminerade år 1973, precis efter att Danmark hade anslutits till Europeiska gemenskaperna (EG).
Som ekonomiminister och minister för europeiska marknadsangelägenheter deltog Poul Nyboe Andersen i förhandlingarna om Danmarks anslutning till EG. Under år 1970 påbörjades det inom EG ett utarbetande av en resolution till ett ekonomiskt samarbete länderna emellan i form av en ekonomisk monetär union (EMU). Denna union hade som mål att stabilisera EG-ländernas ekonomier under oroliga tider på valutamarknaderna. Resolutionen som utarbetades förespråkade ett mellanstatligt ekonomiskt samarbete som skulle genomföras i tre etapper, varav en av punkterna var en harmonisering av skatter och avgifter. I en kommentar till resolutionen, som diskuterades på ett möte 2 mars 1971 mellan EG-länderna och kandidatländerna, uttryckte sig Nyboe Andersen positivt för resolutionen som helhet. Han framförde dock viss kritik och pekade på att det i Danmark under infasningsperioden i EG var viktigt att hänsyn togs till landets problem med betalningsbalansen, att det var önskvärt att Danmark och de andra kandidatländerna kunde involveras gradvis i det ekonomiska samarbetet för att förbättra villkoren för ett fullt deltagande i samarbetet, samt att en harmonisering av skatter och avgifter inte fick vara ett hot mot den danska välfärdspolitiken som huvudsakligen finansierades av skatter.
Efter sin avgång som minister var Nyboe Andersen ledamot av Folketinget 1971–1977 för Lyngbys valkrets och styrelsemedlem i Venstres partityrelse 1968–1977. Han var även medlem av Europarådet och Nordiska rådet 1971–1973, i representantskapet för Danmarks Nationalbank 1972–1973, ordförande för Østifternes Brandforsikring 1973 och styrelsemedlem av A/S Det Østasiatiske Kompagni. Från och med 1973 var han Venstres politiska ordförande för ekonomifrågor.

### Regeringen Poul Hartling
Efter folketingsvalet 1973 bildades en minoritetsregering, bestående enbart av ministrar från Venstre. Denna regering var underbemannad och Poul Nyboe Andersen tilldelades två ministerposter, ekonomiminister- och handelsministerposterna. Han fick dessutom ansvar energipolitiken. Vid valet fick han 17 000 personliga röster, och var således den av Venstres kandidater som fick flest röster. Många av dessa röster ansågs komma från personer som tidigare hade röstat på Det Konservative Folkeparti och Socialdemokratiet. Nyboe Andersen ansågs, genom sin popularitet bland väljarna, ha förhindrat att Venstre led ett ännu större nederlag än vad det gjorde vid 1973 års val, vilket var något av en katastrof för alla de etablerade partierna i Folketinget.
I sin bok Det umuliges kunst skrev han om sin syn på den politiska situationen i Danmark från och med 1973:
| ” | Fram till 1973 kände jag att politik gav mening. Det möjligas konst ledde långtifrån alla gånger till lösningar, som efter min mening var de bästa. Men avståndet var inte större än att det var gott förnuft i att kämpa vidare och göra det bättre nästa gång. Efter 1973 med "ojdå-lösningar" och krisförlikningar – med och utan Venstre – blev avståndet mellan det möjliga och det rätta frustrerande stort. Att få det rätta genomfört blev efterhand "det omöjligas konst". | „ |

## Karriär efter 1975
Efter att Venstre-regeringen avgick 1975 blev Nyboe Andersen styrelseledamot för Danmarks Nationalbank. Därefter (1976) blev han ordförande av Andelsbankens direktion, ett ämbete han innehade fram till sin pension 1981, och var samtidigt styrelseledamot i Den Danske Bankforening. Han lämnade alla sina politiska uppdrag 1977.

## Övriga förtroendeposter
- Director för Danish Group Training Course in Cooperation, 1953
- Medlem av inspektionsrådet för Sparekassen København og Omegn, 1951–1968
- Medlem av Sparekassen København-Sjælland, 1971–1973
- Vice ordförande i Andelsudvalget och Andelspensionsforeningen, t.o.m 1966
- Styrelsemedlem av Nordisk Andelsforbund och i centralkommittén för International Cooperative Alliance, t.o.m 1967
- Kvestor för Carlsbergfondet och Ny Carlsbergfondet, 1966–1968